# Talha Sarıarslan
Talha Sarıarslan (Kayseri, 18 gennaio 2004) è un calciatore turco, attaccante del Kayserispor.

## Carriera

### Club
Cresciuto nel settore giovanile del Kayserispor, ha debuttato in prima squadra il 4 novembre 2020 nell'incontro di Türkiye Kupası vinto 5-0 contro il Yomraspor; a partire dalla stagione 2022-2023 ha iniziato a giocare con maggior frequenza arrivando a debuttare in Süper Lig il 28 dicembre nel match contro l'Alanyaspor. Ha segnato il suo primo gol il 18 gennaio 2024 in coppa nazionale contro il Gençlerbirliği.

### Nazionale
Ha giocato con le nazionali giovanili turce Under-15, Under-18, Under-19 ed Under-20.

## Statistiche

### Presenze e reti nei club
Statistiche aggiornate al 8 agosto 2025.
| Stagione        | Squadra         | Campionato      | Campionato | Campionato | Coppe nazionali | Coppe nazionali | Coppe nazionali | Coppe continentali | Coppe continentali | Coppe continentali | Altre coppe | Altre coppe | Altre coppe | Totale | Totale | Totale |
| Stagione        | Squadra         | Comp            | Pres       | Reti       | Comp            | Pres            | Reti            | Comp               | Pres               | Reti               | Comp        | Pres        | Reti        | Pres   | Reti   |        |
| --------------- | --------------- | --------------- | ---------- | ---------- | --------------- | --------------- | --------------- | ------------------ | ------------------ | ------------------ | ----------- | ----------- | ----------- | ------ | ------ | ------ |
| 2020-2021       | Kayserispor     | SL              | 0          | 0          | CT              | 1               | 0               | -                  | -                  | -                  | -           | -           | -           | 1      | 0      |        |
| 2021-2022       | Kayserispor     | SL              | 0          | 0          | CT              | 1               | 0               | -                  | -                  | -                  | -           | -           | -           | 1      | 0      |        |
| 2022-2023       | Kayserispor     | SL              | 6          | 0          | CT              | 2               | 0               | -                  | -                  | -                  | -           | -           | -           | 8      | 0      |        |
| 2023-2024       | Kayserispor     | SL              | 13         | 0          | CT              | 2               | 1               | -                  | -                  | -                  | -           | -           | -           | 15     | 1      |        |
| 2024-2025       | Kayserispor     | SL              | 16         | 2          | CT              | 1               | 1               | -                  | -                  | -                  | -           | -           | -           | 17     | 3      |        |
| Totale carriera | Totale carriera | Totale carriera | 35         | 2          |                 | 7               | 2               |                    | -                  | -                  |             | -           | -           | 42     | 4      |        |